# James Somerset

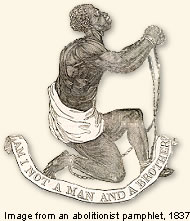
Logo der Anti-Sklaverei-Bewegung in einer Schrift von 1837

James Somerset, auch James Somersett oder James Summersett (* um 1741; gestorben nach 1772) war ein afrikanischer Sklave, der durch eine Klage vor dem höchsten Gericht Englands bekannt wurde, in der er im Dezember 1771 seine Freiheit forderte und sie im Juni 1772 auch erhielt.

## Leben
Somerset war von einem gewissen Charles Stuart 1749 in jungen Jahren in Virginia (British America) erworben worden. Stuart war englischer Regierungsangestellter und zog in dieser Eigenschaft gemeinsam mit Somerset, der zu dieser Zeit noch keinen Vornamen hatte, im November 1769 nach England. Dort kam Somerset in Kontakt mit Mitgliedern der englischen Anti-Sklavereibewegung, darunter dem bekannten Aktivisten Granville Sharp. Weiter wurde er im Februar 1771 in der Kirche St. Andrew’s in Holborn getauft und erhielt den Taufnamen James.
Im Oktober 1771 floh Somerset. Sein Besitzer setzte eine Belohnung aus, und er wurde gefasst. Stuart brachte Somerset am 26. November 1771 auf das Schiff Ann and Mary, wo John Knowles Kapitän war, der das Schiff in Richtung Jamaika auslaufen lassen wollte. Dort sollte Somerset dann wieder verkauft werden. Seine drei Taufpaten Thomas Walkin, Elizabeth Cade und John Marlow erfuhren von seiner Lage, zogen unter Berufung auf die Habeas Corpus-Urkunde am 9. Dezember 1771 vor Gericht und erwirkten, dass der Kapitän des Jamaikafahrers ihnen Somerset übergeben musste, weil er unrechtmäßig festgehalten wurde und bis zum definitiven Urteil die provisorische Freiheit erhalten sollte.
Die öffentliche Meinung war überwiegend gegen die Sklaverei eingestellt und die Zeit war reif für eine Entscheidung, ob die Sklaverei in England zulässig sei oder nicht. Somerset klagte vor dem King’s Bench, dem höchsten Gericht Englands, gegen Stuart auf Freilassung. Unterstützt wurde er dabei von Anti-Sklaverei-Aktivisten. Stuart wiederum wurde unterstützt von Pflanzern aus Westindien, die ein Eigeninteresse am Fortbestehen der Sklaverei hatten.
Ab Februar 1772 fand eine Anhörung des Falls vor drei Richtern unter Leitung von Lord Mansfield statt.
Am 22. Juni 1772 verkündete Lord Mansfield das Urteil des Gerichtshofs: Freilassung des James Somerset, da die Institution der Sklaverei weder moralisch noch politisch zu rechtfertigen sei und auch nie per Gesetz erlaubt worden war:

“The state of slavery is of such a nature, that it is incapable of being introduced on any reasons, moral or political; but only positive law, which preserves its force long after the reasons, occasion, and time itself from whence it was created, is erased from memory: it’s so odious, that nothing can be suffered to support it, but positive law. Whatever inconveniences, therefore, may follow from a decision, I cannot say this case is allowed or approved by the law of England; and therefore the black must be discharged.”

„Der Stand der Sklaverei ist so beschaffen, daß er ungeeignet erscheint, aus irgendeinem moralischen oder politischen Grunde eingeführt zu werden; das kann nur durch das positive Gesetz geschehen, welches seine Wirkung noch lange behält, nachdem die Gründe, Veranlassung und Zeit selbst, die es geschaffen, aus dem Gedächtniß gerissen sind. Dieser Grund ist heute so gehässig, daß nichts als das positive Gesetz zu seiner Entschuldigung angeführt werden kann. Was immer für Nachtheile sich also aus der Entscheidung ergeben: ich kann nicht sagen, daß dieser Fall nach dem Gesetz von England erlaubt oder gerechtfertigt sei — der Schwarze muß somit befreit werden.“

Damit war Sklaverei in England selbst als ungesetzlich festgestellt. Deshalb wurde danach auch nie ein Gesetz zur Abschaffung der Sklaverei in Großbritannien erlassen. Für die Abolitionsbewegung war der ehemalige Sklave James Somerset ein Held, wiewohl er vier bis sechs Monate in Ungewissheit auf das definitive Urteil warten musste. Viele englische Zeitungen und Gerichtsberichte begrüßten diesen wegweisenden Entscheid. Etwa 200 farbige Personen feierten das Urteil in einem öffentlichen Gebäude in Westminster, und für ungefähr 15.000 Farbige in England bedeutete es das Ende der Angst, ihrer Freiheit beraubt zu werden.
Die Sklaverei in anderen Teilen des britischen Weltreichs und die Beteiligung britischer Bürger am Sklavenhandel blieben davon jedoch noch unberührt und dauerten fort bis 1807, als das Britische Parlament die Bekämpfung des Sklavenhandels beschloss. Die Abschaffung der Sklaverei in sämtlichen Teilen des Empire erfolgte erst 1833.
Über Somersets Leben nach 1772 ist nichts bekannt.